# Kia Stonic
Kia Stonic – samochód osobowy typu crossover klasy miejskiej produkowany pod południowokoreańską marką Kia od 2017 roku.

## Historia i opis modelu

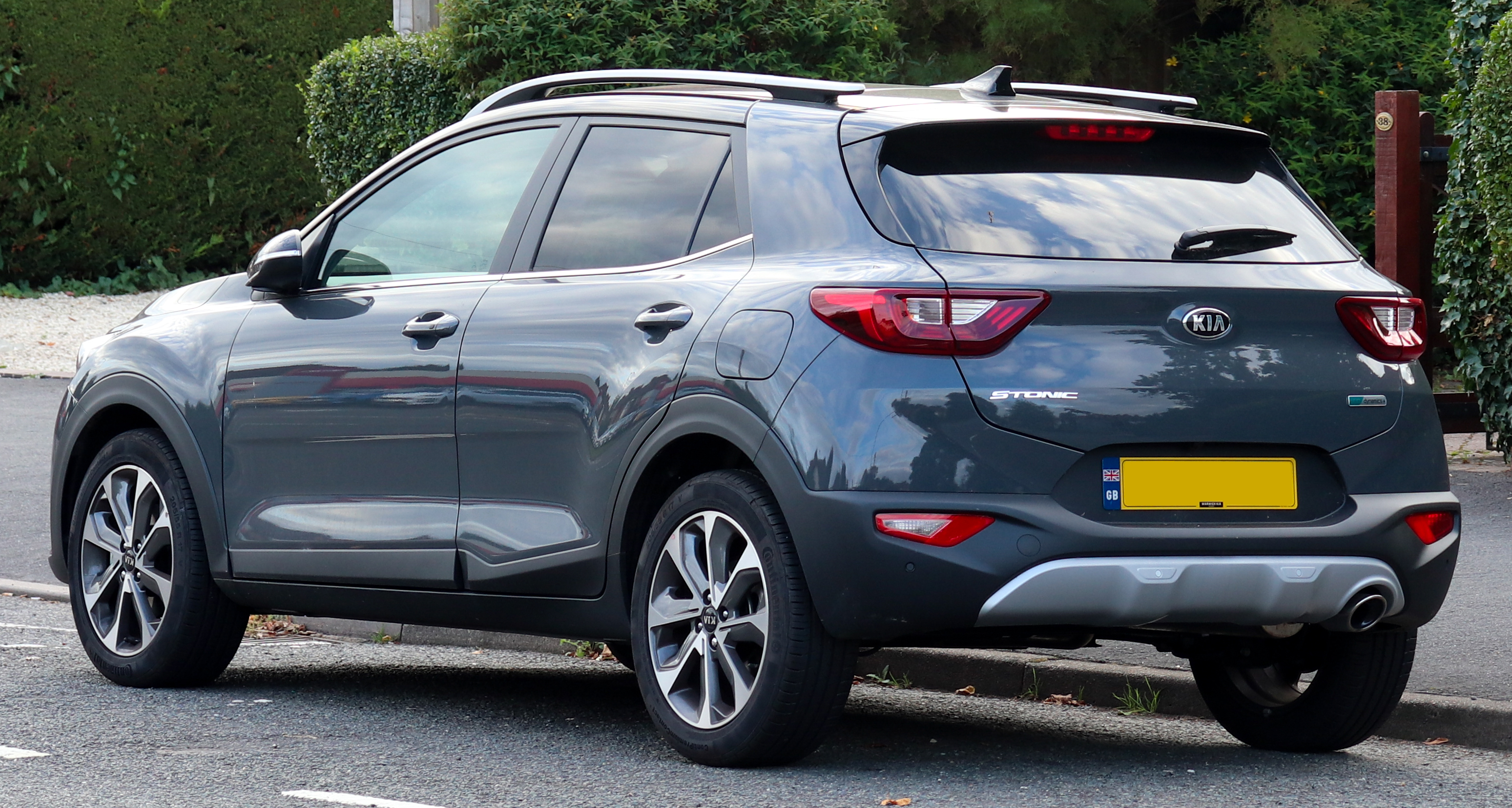
Kia Stonic - tył

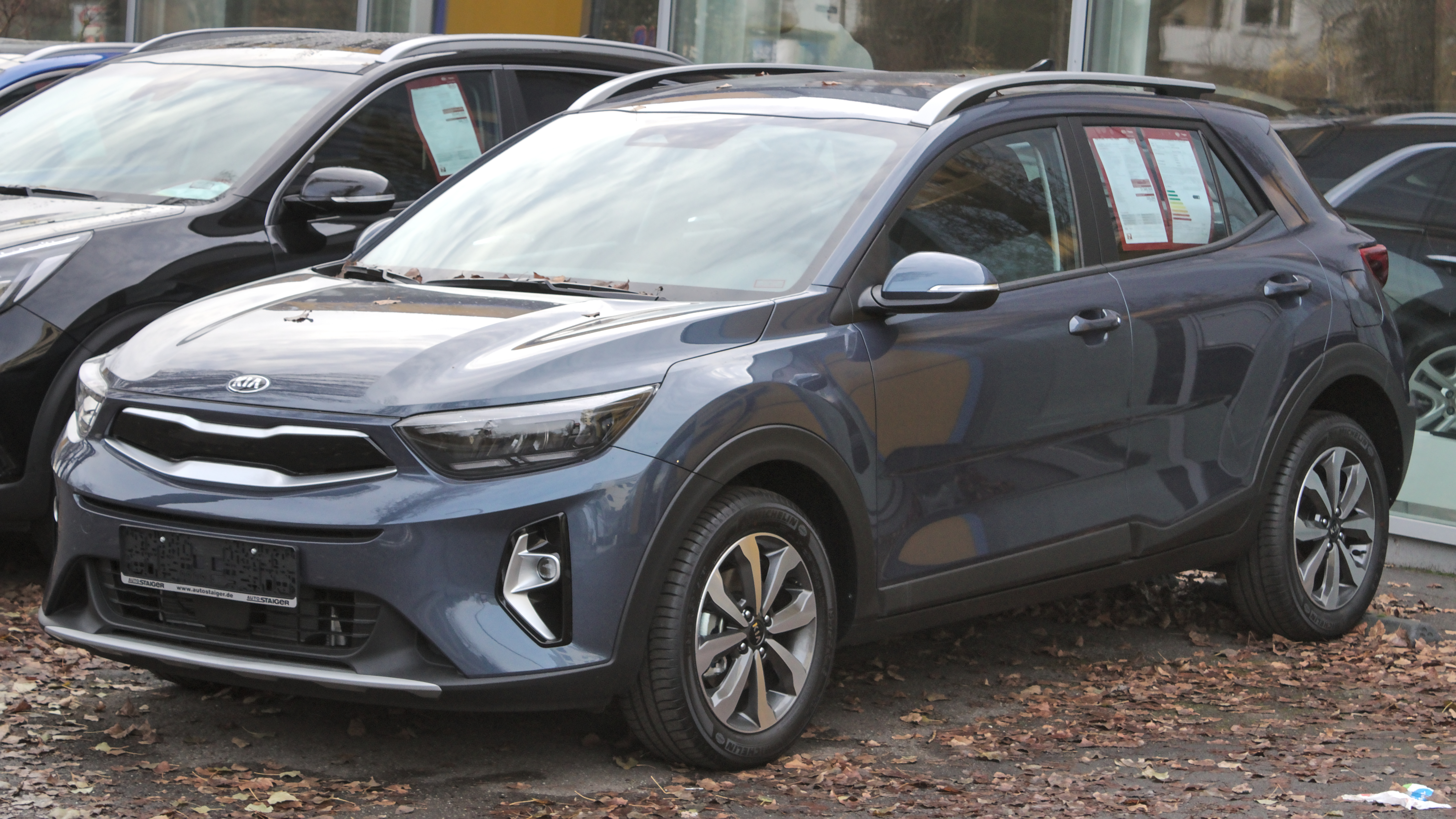
Kia Stonic po liftingu

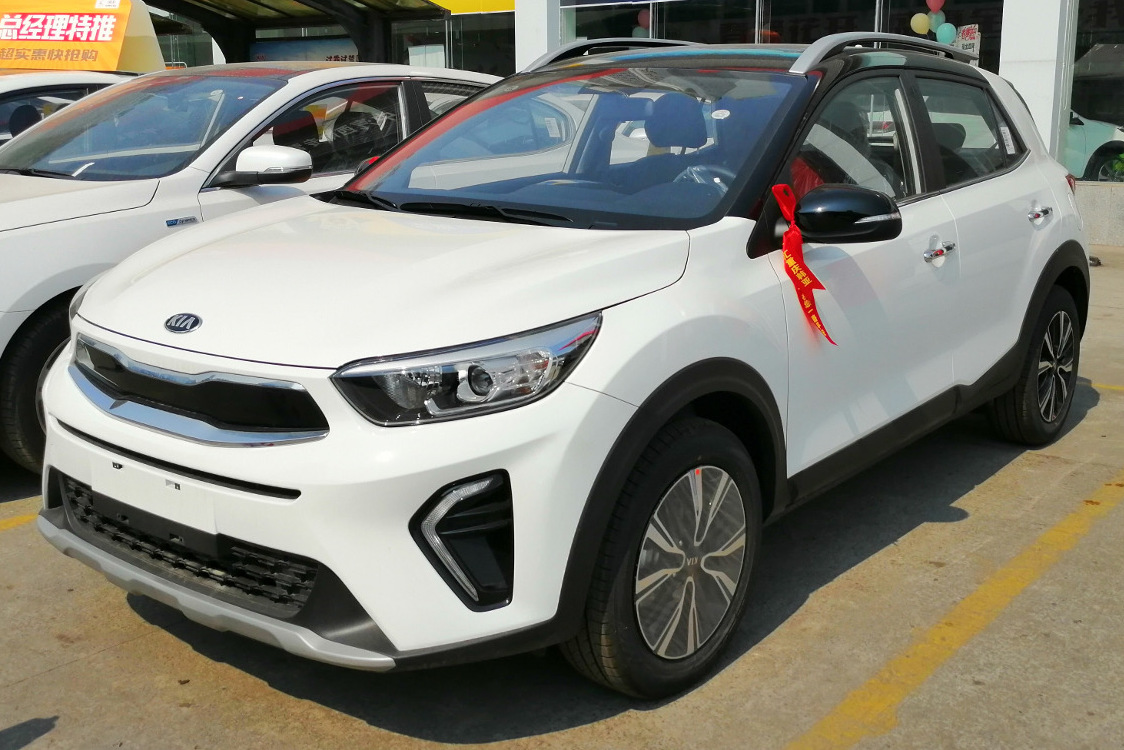
chińska Kia KX1

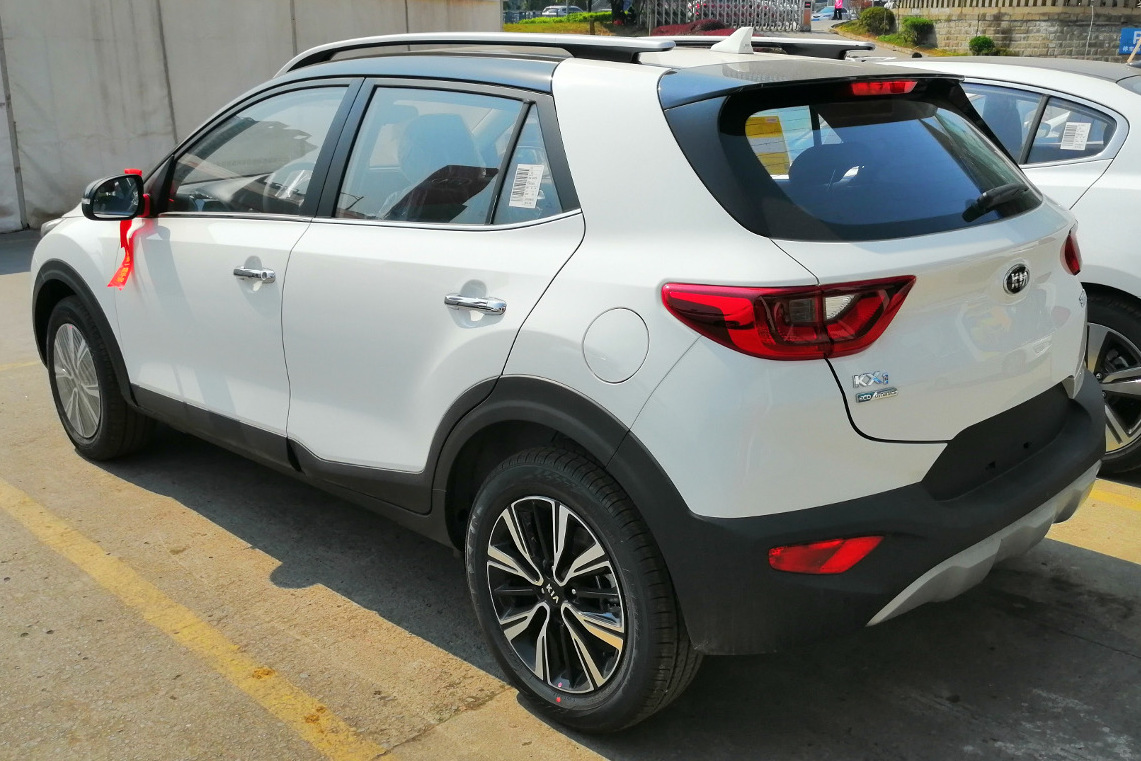
chińska Kia KX1 - tył

Plany zaprezentowania zupełnie nowego miejskiego crossovera Kia ogłosiła po raz pierwszy w styczniu 2017 roku, nadając mu nazwę Stonic. Pół roku później z kolei przedstawiono pierwsze szkice pojazdu spokrewnionego z równolegle debiutującym Hyundaiem Kona. 
Oficjalne informacje, fotografie i specyfikację na temat Kii Stonic producent przedstawił w drugiej połowie czerwca 2017 roku. Pod kątem technicznym pojazd zbudowany został na bazie podobnej wielkości osobowego modelu Rio, konstruując go specjalnie z myślą o rynku europejskim, a także południowokoreańskim.
Samochód utrzymano w estetyce tożsamej z innymi, oferowanymi wówczas modelami Kii. Charakterystyczną cechą stały się wąskie reflektory, chromowana obwódka atrapy chłodnicy, a także opcjonalne dwubarwne malowanie nadwozia. Do wyboru zaproponowanych zostało łącznie 20 barw lakierów oraz 5 kolorów dachu.
Projektując kabinę pasażerską, Kia zdecydowała się zaadaptować projekt deski rozdzielczej z pokrewnego modelu Rio, wzbogacając go o opcjonalne kolorowe wstawki. Konsolę centralną zdominował ekran dotykowy umożliwiający łączność z systemami Apple CarPlay i Android Auto.
Zarówno w europejskiej, jak i australijskiej gamie Kia Stonic zastąpiła drugą generację modelu Soul, którego rolę na tych rynkach zredukowano tylko do elektrycznego wariantu. Ponadto, w Korei Południowej Stonic zajął miejsce tracącego na popularności modelu Pride.

### Lifting
W sierpniu 2020 roku Kia przedstawiła model Stonic po drobnej restylizacji. Pod kątem wizualnym, samochód zyskał nowy układ diod LED w reflektorach, które przyjęły postać czterech kresek. Ponadto, zmodyfikowano też wloty powietrza w przednim zderzaku, wprowadzono nowy wzór 16-calowych alufelg, a także dwa nowe odcienie lakieru.
Ponadto, Kia Stonic po modernizacji zyskała nowy, większy ekran systemu multimedialnego o przekątnej 8 cali, który umożliwia łączność z systemem UVO Connect drugiej generacji. Pod kątem technicznym gamę jednostek napędowych uzupełniły jednostki z układem tzw. mild hybrid.

### Sprzedaż
W pierwszej kolejności, Kia Stonic trafiła do sprzedaży na rodzimym rynku Korei Południowej w lipcu 2017 roku. Debiut w Europie odbył się 2 miesiące później, we wrześniu 2017 roku. Z ponad 3,5-rocznym opóźnieniem pojazd zdecydowano się wprowadzić także do sprzedaży w Australii i Nowej Zelandii, rozpoczynając sprzedaż w lutym 2021 roku.
W lipcu 2018 roku chiński oddział Kii działający w ramach joint-venture Dongfeng Yueda Kia przedstawił własną, głęboko zmodyfikowaną odmianę Stonic specjalnie dla lokalnego rynku pod nazwą Kia KX1.  Samochód zyskał wyżej osadzone reflektory, bardziej regularnią linię maski, zmodyfikowany zderzak, a także zupełnie inny kształt drzwi z niżej osadzonymi klamkami. Zmiany konstrukcyjne przełożyły się na inne wymiary zewnętrzne, na czele z krótszym rozstawem osi. Ponadto, zdecydowano się zastosować zupełnie inny projekt deski rozdzielczej, z bardziej zabudowaną konsolą centralną.
W październiku 2020 roku rozpoczęto eksport chińskiej Kii KX1 na Filipiny, gdzie samochód przyjął nazwę znaną z innych rynków jako Kia Stonic, różniąc się wizualnie.

### Wersje wyposażeniowe
- M
- L
- XL

Standardowe wyposażenie podstawowej wersji M pojazdu obejmuje m.in. 6 poduszek powietrznych, system ABS, EBD, ESC, HAC, VSM, CBC oraz SLS, przednie reflektory projekcyjne, klimatyzację manualną, elektryczne sterowanie szyb przednich, podgrzewanie oraz elektryczne sterowanie lusterek, zamek centralny, 7-calowy ekran dotykowy z radiem MP3, złączami USB i AUX, Bluetooth oraz interfejsem Android Auto i Apple Car Play.
Bogatsza wersja L dodatkowo wyposażona została m.in. w światła do jazdy dziennej wykonane w technologii LED, światła przeciwmgłowe typu projekcyjnego z funkcją statycznego doświetlania zakrętów, klimatyzację automatyczną z funkcją automatycznego odparowywania szyby czołowej, czujnik deszczu, kamerę cofania oraz czujniki cofania, elektrycznie sterowane szyby tylne, sportowe koło kierownicy, tapicerkę skórzano-materiałową, relingi dachowe oraz 17-calowe alufelgi. 
Najbogatsza wersja XL wyposażona została dodatkowo m.in. w tylne lampy wykonane w technologii LED, wykonane w tej samej technologii kierunkowskazy umieszczone w elektrycznie składanych lusterkach zewnętrznych, elektrochromatyczne lusterko wsteczne, podgrzewane koło kierownicy, przednie fotele z trzy stopniową regulacją, system nawigacji satelitarnej z usługami TomTom, a także system bezkluczykowy.
Opcjonalnie samochód doposażyć można m.in. w system autonomicznego hamowania z trzema trybami pracy, system monitorowania martwego pola w lusterkach oraz tempomat z ogranicznikiem prędkości.

### Silniki
| Silnik                | Pojemność skokowa [cm³] | Typ silnika        | Moc maksymalna [KM] przy obr./min | Maks. moment obrotowy [Nm] przy obr./min | Przyspieszenie 0-100 km/h [s] | Prędkość maks. [km/h] |
| Silniki benzynowe:    | Silniki benzynowe:      | Silniki benzynowe: | Silniki benzynowe:                | Silniki benzynowe:                       | Silniki benzynowe:            | Silniki benzynowe:    |
| --------------------- | ----------------------- | ------------------ | --------------------------------- | ---------------------------------------- | ----------------------------- | --------------------- |
| 1.0 T-GDI             | 998                     | R3 DOHC            | 120/6000                          | 172/1500-4000                            | 10,3                          | 185                   |
| 1.2                   | 1248                    | R4 DOHC            | 84/6000                           | 122/4000                                 | 13,2                          | 165                   |
| 1.4                   | 1368                    | R4 DOHC            | 100/6000                          | 133/4000                                 | 12,6                          | 172                   |
| Silniki wysokoprężne: |                         |                    |                                   |                                          |                               |                       |
| 1.6 CRDi              | 1582                    | R4 DOHC            | 110/4000                          | 260/1500-2750                            | 11,3                          | 180                   |